# Molophilus (Molophilus) lucidipennis
Molophilus (Molophilus) lucidipennis is een tweevleugelige uit de familie steltmuggen (Limoniidae). De soort komt voor in het Australaziatisch gebied.